# Jet (canción)
"Jet" es una canción de Paul McCartney y su banda Wings y forma parte de su álbum Band on the Run de 1973, fue editada como sencillo en 1974. La canción alcanzó el n.º 7 en las listas del Reino Unido y EE. UU., el 30 de marzo de 1974. Junto con "Helen Wheels" y "Junior's Farm", es otra canción de McCartney, donde su principal inspiración para componer la canción surgió en la vida cotidiana.
Reportes dicen que la canción habla sobre el labrador retriever que tenía McCartney y que se llamaba "Jet".
Mientras que la mayor parte del álbum Band On the Run se grabó en Lagos, Nigeria, "Jet" se grabó íntegramente en Abbey Road Studios en Londres después del regreso del grupo (según el ingeniero Geoff Emerick en su libro Here There and Everywhere ).